# Polaskia
Polaskia Backeb. è un genere di piante succulente della famiglia delle Cactacee.

## Tassonomia
Il genere comprende le seguenti specie:
- Polaskia chende (Rol.-Goss.) A.C.Gibson & K.E.Horak
- Polaskia chichipe (Rol.-Goss.) Backeb.